# Kyoko Nozaki
Kyoko Nozaki (野崎京子), née le 9 février 1964, est une chimiste japonaise spécialiste de la synthèse chimique. En 2021, elle reçoit le prix L'Oréal-Unesco pour les femmes et la science. 

## Biographie
En 1986, Kyoko Nozaki obtient son baccalauréat universitaire au département de chimie industrielle à l'Université de Kyoto. Durant sa thèse, elle crée des liens avec l'Université de Californie à Berkeley et travaille auprès de Clayton Heathcock. Elle soutient sa thèse en 1991 à l'Université de Kyoto sous la direction de Kiitiro Utimoto. De 1991 à 1999 , elle est professeure au sein de cette même université. De 1999 à 2002, elle y est nommée professeure adjointe. En 2003 , elle devient professeure à l' Université de Tokyo. Ses recherches portent sur la catalyse homogène et la chimie des polymères. Ses travaux ont permis d'élaborer des catalyseurs moléculaires pour développer de nouveaux types de synthèses organiques et de polymères.

## Récompenses et honneurs
- 2021:
  - Prix L'Oréal-Unesco pour les femmes et la science "pour ses recherches pionnières et sa contribution majeure à la chimie synthétique"[2].
  - Membre de l'Académie américaine des arts et des sciences[3]
- 2022 : Médaille au ruban pourpre[1]